# A Turma do Balão Mágico (álbum de 1982)
A Turma do Balão Mágico é o álbum de estreia do grupo infantil A Turma do Balão Mágico, lançado em 1982. O álbum foi lançado em 1982 e, de acordo com a Veja, vendeu mais de 600 mil cópias no Brasil até 4 janeiro de 1984. Segundo o jornal Folha da Região o álbum vendeu mais de 1 milhão de cópias até 2008. As canções do álbum foram escritas por Edgard Poças que traduziu várias canções estrangeiras de sucesso para o português.

## Lista de faixas

### Lado A
1. Baile Dos Passarinhos
2. O Pato Cantor
3. A Galinha Magricela
4. Tem Gato Na Tuba
5. Cowboy Do Amor
6. P. R. Você
7. Upa! Upa! (Meu Trolinho)

### Lado B
1. Charleston
2. A Canção Dos Felisbertos
3. Co-co-uá
4. Oh! Suzana
5. Dança Sim
6. O Trenzinho

- Fonte: [4]

## Créditos
- Turma do Balão Mágico - vocais
- Robson Jorge - guitarra e teclados
- Nilo Pinta - guitarra e violão folk
- Jamil Joanes - baixo
- Lincoln Olivetti - teclados, arranjos e regências
- Picolé - bateria
- Ariovaldo e Ohana - ritmo

Fonte: